# Condado de Macon (Missouri)
O Condado de Macon é um dos 114 condados do estado americano de Missouri. A sede do condado é Macon, e sua maior cidade é Macon. O condado possui uma área de 2 104 km² (dos quais 23 km² estão cobertos por água), uma população de 15 762 habitantes, e uma densidade populacional de 8 hab/km² (segundo o censo nacional de 2000). O condado foi fundado em 1837.